# Máquina de escrever
A máquina de escrever, máquina datilográfica ou máquina de datilografia é um equipamento mecânico, eletromecânico ou eletrônico equipado com teclas que, quando acionadas, movimentam tipos, que imprimem letras, números e símbolos no papel, facilitando e dando maior agilidade ao processo de escrita.
As primeiras máquinas de escrever produzidas foram as manuais, com acionamento mecânico das teclas. Posteriormente, surgiram as eletromecânicas, com base de funcionamento mecânico, auxiliado por um motor elétrico para diminuir o esforço e dar maior agilidade na escrita. Finalmente, surgiram as eletrônicas, com acionamento dos tipos em margaridas ou esferas, capazes de alcançar melhor velocidade e qualidade de impressão, além da possibilidade de correção dos erros, com fitas corretivas.
Até o começo da década de 1980, as máquinas de escrever eram um acessório padrão na maioria dos escritórios. A partir da Década de 1980 até o meio para o final dos anos 2000, elas começaram a ser suplantados em grande parte pelos computadores. No entanto, as máquinas de escrever permanecem comuns em algumas partes do mundo, são necessárias para algumas situações específicas e populares em certas culturas. Em muitas cidades e vilarejos indianos, as máquinas de escrever ainda são usadas, especialmente em estradas e escritórios jurídicos devido à falta de eletricidade contínua e confiável. O layout do teclado QWERTY, desenvolvido para máquinas de escrever, continua sendo o padrão para teclados de computador.
Os modelos mais recentes para escritórios possuíam memória interna e pequenos monitores, com uma forma próxima dos primeiros computadores pessoais.
Os fabricantes de máquinas de escrever mais importantes incluem E. Remington and Sons, IBM, Godrej, Imperial Typewriter Company, Oliver Typewriter Company, Olivetti, Royal Typewriter Company, Smith Corona, Underwood Typewriter Company, Adler Typewriter Company e Olympia Werke.

## História
A Remington, que antes se dedicava apenas à produção de armas, foi a primeira empresa a investir na produção de uma máquina de escrever, em 1874, já com uma configuração bem próxima do modelo que se tornou popularmente conhecido em todo o mundo.
A partir de 1880, as máquinas de escrever passaram a ser adotadas pelo mercado corporativo, em busca da legitimação dos documentos comerciais que eram produzidos em todas as transações.
O aumento da demanda despertou o interesse das indústrias para o novo produto, primeiro nos EUA e, depois, na Europa, com a Alemanha sendo um dos principais polos, que em seguida se espalhou para os demais países industrializados.
O mercado de trabalho também cresceu com a necessidade de contratação de datilógrafos, capazes de operar as novas máquinas com velocidade e precisão. Com isso, as mulheres passaram a ter espaço nos escritórios, redações e cartórios, assumindo funções nas áreas administrativas, o que consistiu em um dos primeiros movimentos para a conquista dos direitos femininos.

### Primeiras invenções
Embora muitas máquinas de escrever modernas tenham designs semelhantes, sua invenção foi progressiva, desenvolvida por diversos inventores que trabalharam independentemente ou na concorrência ao longo de várias décadas. Como no caso do automóvel, do telefone e do telégrafo, várias pessoas contribuíram com percepções e invenções que acabaram resultando em instrumentos cada vez mais bem-sucedidos comercialmente. Historiadores estimam que foram criados 52 protótipos de máquina de escrever antes do surgimento de um modelo viável.
Em 1575, o gravador italiano Francesco Rampazetto inventou a scrittura tattile, uma máquina para imprimir cartas em papéis. Em 1714, Henry Mill obteve uma patente na Grã-Bretanha para uma máquina que parece ter sido semelhante a uma máquina de escrever. A patente mostra que esta máquina foi realmente criada e que ela tinha como objetivo imprimir ou transcrever letras em um pedaço de papel sem precisar escrever à mão. Acreditava-se que ela poderia ser de grande utilidade em registros públicos e do gênero pela dificuldade de falsificação ou rasura.

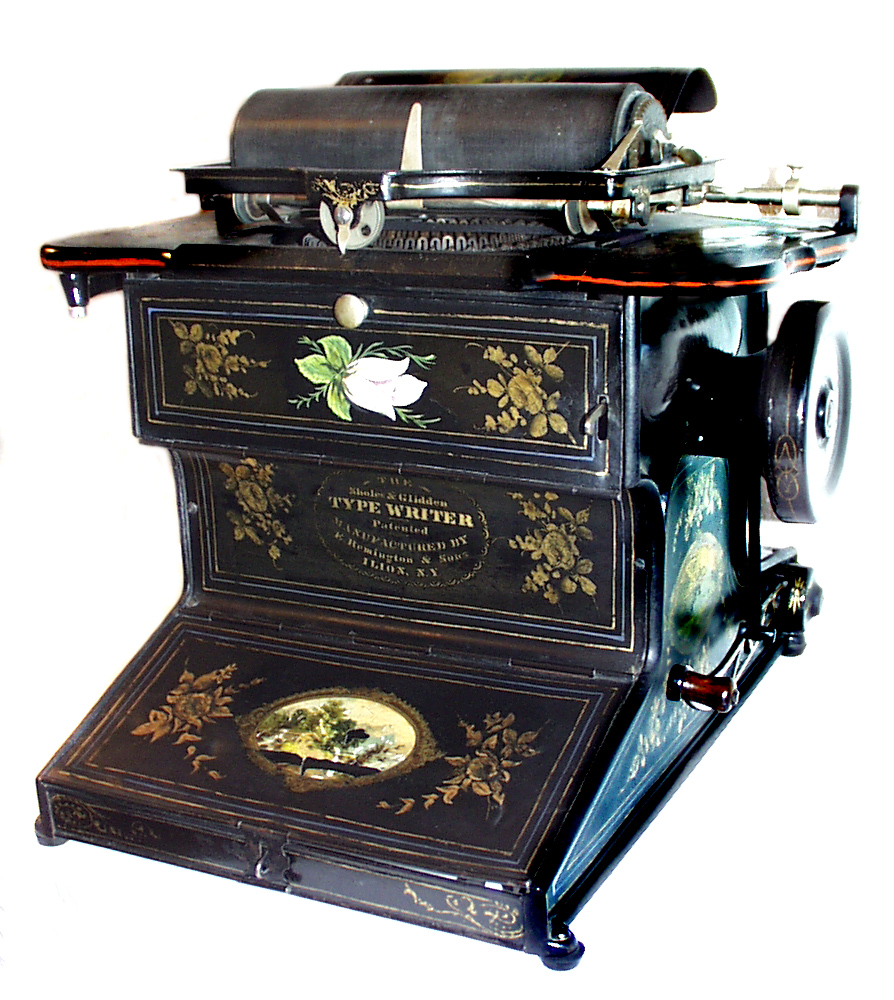
Máquina de escrever (1876).

No início do século XIX, mais precisamente em 1802, o italiano Agostino Fantoni desenvolveu uma máquina de escrever especial para que sua irmã cega pudesse escrever. Entre 1801 e 1808, o italiano Pellegrino Turri inventou uma máquina de escrever para sua amiga cega, a condessa Carolina Fantoni da Fivizzano. Era comum nesse período que as máquinas de escrever fossem pensadas para utilização com pessoas com visão comprometida e que imprimissem apenas em caracteres maiúsculos. Em 1823, o italiano Pietro Conti da Cilavegna inventou um novo modelo de máquina de escrever, o tachigrafo, também conhecido como tachitipo. Em 1829, foi a vez do norte-americano William Austin Burt patentear uma máquina chamada tipógrafo que, em comum com muitos outros modelos antigos, é listada como a primeira máquina de escrever. O Museu da Ciência de Londres descreve a invenção de Burt como "o primeiro mecanismo de escrita cuja invenção foi documentada", mas mesmo essa afirmação pode ser um pouco exagerada.
De 1829 a 1870, muitas máquinas de impressão ou datilografia foram patenteadas por inventores na Europa e na América, mas nenhuma teve produção comercial. O norte-americano Charles Thurber desenvolveu várias patentes, das quais a primeira em 1843 foi para ajudar os cegos, como a do quirógrafo de 1845. Em 1855, o italiano Giuseppe Ravizza criou um protótipo de máquina de escrever chamada Cembalo scrivano o macchina da scrivere a tasti. Era uma máquina avançada que permitia ao usuário ver a escrita à medida que era digitada.

Em 1861, o padre Francisco João de Azevedo, então tipógrafo, criou no Recife criou uma máquina de escrever em madeira jacarandá, com 16 pedais e parecia com um piano. Ele apresento-a na Exposição Agrícola e Industrial de Pernambuco, sendo premiado com a Medalha de Ouro pelo Imperador D. Pedro II. Sua invenção também era para ter sido exposta na Feira Mundial de Londres, mas por causa de seu tamanho significativo, acabou não sendo embarcada. Muitos brasileiros, assim como o governo federal brasileiro, reconhecem o Pe. Azevedo como o inventor da máquina de escrever, uma afirmação que tem sido objeto de alguma polêmica. Em 1865, John Jonathon Pratt, de Centre, Alabama, construiu uma máquina chamada Pterotype que apareceu em um artigo de 1867 na revista Scientific American. Entre 1864 e 1867, Peter Mitterhofer, um carpinteiro do Tirol do Sul (então parte da Áustria) desenvolveu vários modelos e um protótipo de máquina de escrever totalmente funcional em 1867.

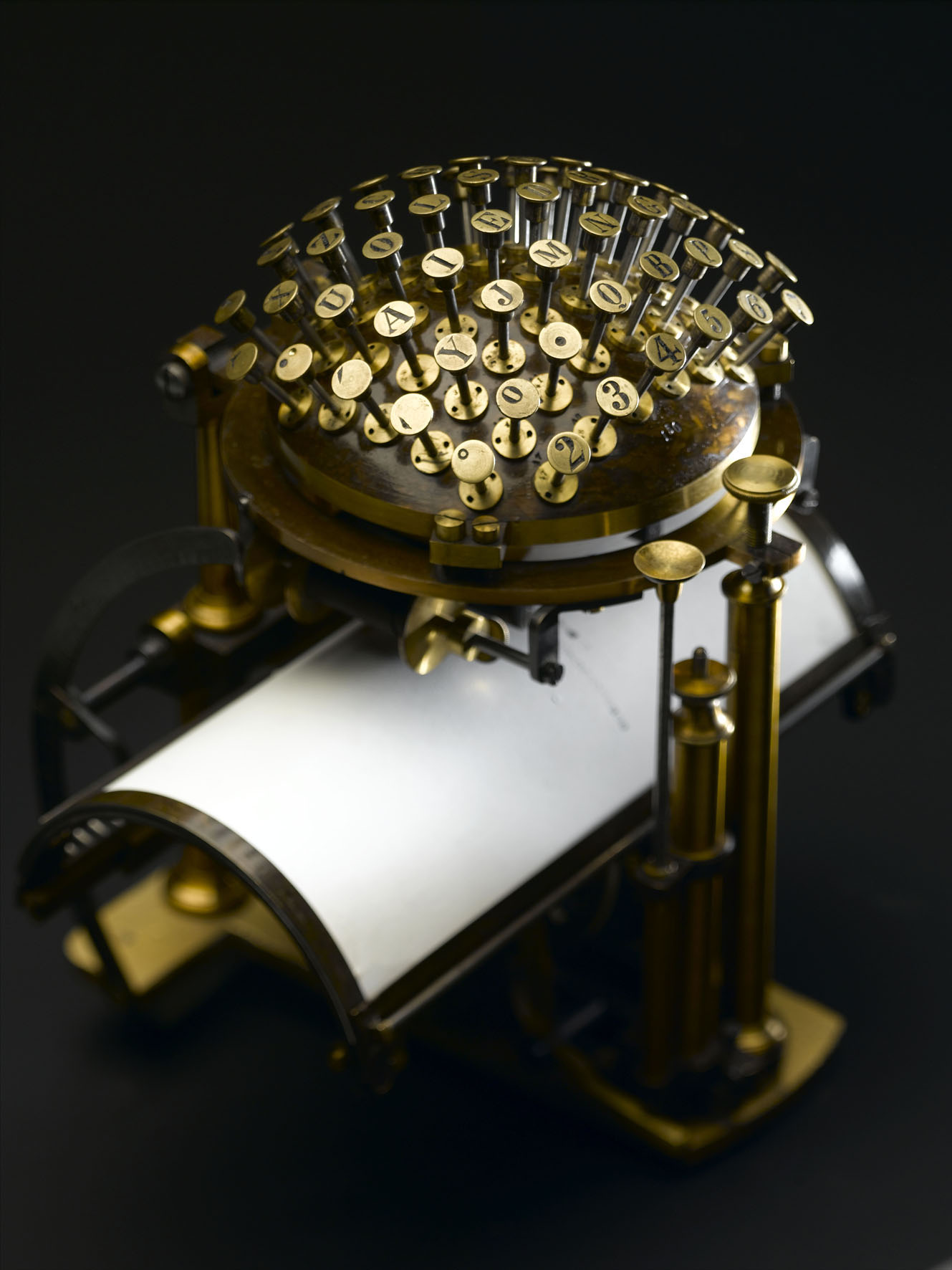
Bola de escrita Hansen (1870)

Em meados do século XIX, o ritmo crescente da comunicação empresarial criou demanda pela mecanização do processo de escrita. Estenógrafos e telégrafos podiam registrar informações a taxas de até 130 palavras por minuto, enquanto uma pessoa com uma caneta estava limitada a um máximo de 30 palavras por minuto, número baseado no recorde de velocidade de escrita de 1853.
As máquinas produzidas no fim do século XIX deixavam os datilógrafos “às cegas”, porque o mecanismo tapava o papel e não era possível ver o que era digitado. O problema foi resolvido graças a Thomas Oliver, criador da Oliver Typewriter Company, através da criação de um arranjo semicircular, que mantinha as barras de tipo afastadas da área de digitação.
A última fábrica que produzia máquinas de escrever não elétricas, a Godrej and Boyce em Bombaim, Índia, encerrou sua produção em 2011, depois de ter vendido menos de 1 mil exemplares no ano anterior.
A primeira patente norte-americana consta ser de William Austin Burt, de Detroit (1829), cujo conteúdo foi destruído pelo incêndio do Escritório de Patentes de Washington, em 1836. Para maiores esclarecimento ler " inventores brasileiros injustiçados".

### Bola de Escrita Hansen
Rasmus Malling-Hansen desenvolveu sua máquina de escrever chamada Bola de Escrita Hansen durante as décadas de 1870 e 1880 e fez muitos aprimoramentos nela. Contudo, a bolo de escrever permaneceu a mesma. No primeiro modelo da máquina de 1870, o papel era preso a um cilindro dentro de uma caixa de madeira. Em 1874, o cilindro foi substituído por um mecanismo que movia-se sob a bola de escrita. Então, em 1875, o conhecido "modelo alto" foi patenteado, que foi a primeira das bolas de escrever que funcionou sem eletricidade. Malling-Hansen participou das exposições mundiais em Viena em 1873 e Paris em 1878 e recebeu o prêmio de primeiro lugar por sua invenção em ambas as exposições.
O Bola de Escrita Hansen foi produzido apenas com letras maiúsculas. Ela foi usada como um modelo para o inventor Frank Haven Hall para criar um máquina que produziria impressões de cartas mais baratas e mais rápidas.

### Modelo Sholes e Glidden

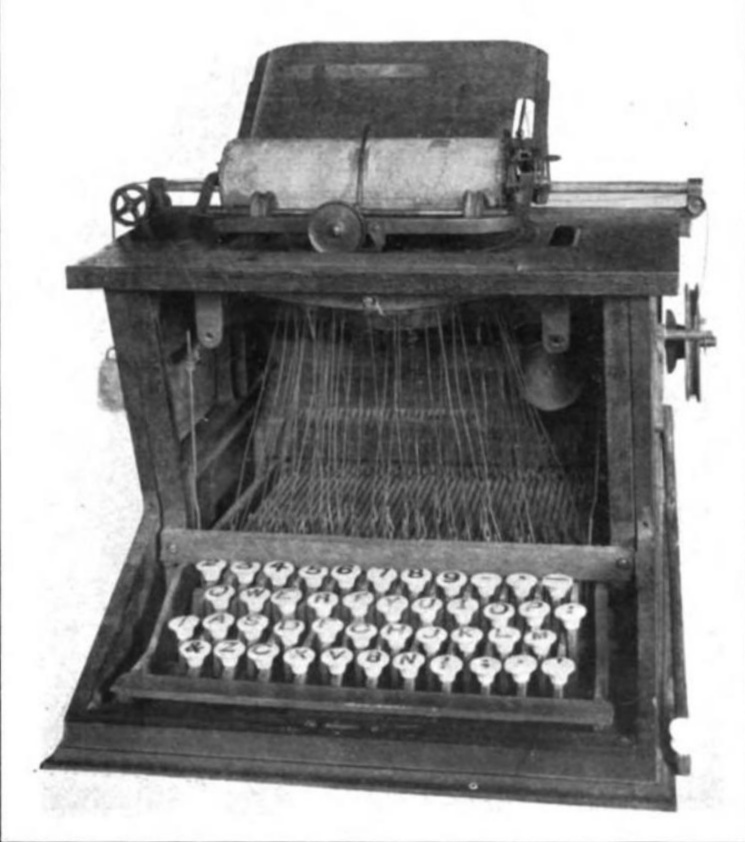
Protótipo da máquina de escrever Sholes e Glidden (1873)

A primeira máquina de escrever com sucesso comercial foi patenteada em 1868 pelos americanos Christopher Latham Sholes, Frank Haven Hall, Carlos Glidden e Samuel W. Soule em Milwaukee, Wisconsin. Contudo, pouco tempo depois Sholes logo repudiou a máquina e se recusou a usá-la ou mesmo recomendá-la. O protótipo funcional foi feito pelo relojoeiro e maquinista Matthias Schwalbach. Hall, Glidden e Soule venderam suas ações na patente para a empresa Densmore and Sholes, que fez um acordo com a E. Remington and Sons, então famosa como fabricante de máquinas de costura, para comercializar a máquina como Sholes e Glidden Type-Writer. Essa foi a origem do termo máquina de escrever (typewriter).
A Remington iniciou a produção de sua primeira máquina de escrever em 1º de março de 1873, em Ilion, Nova York. Ela tinha um layout de teclado QWERTY, que, devido ao sucesso da máquina, foi lentamente adotado por outros fabricantes de máquinas de escrever. Como acontece com a maioria das outras máquinas de escrever antigas, como as barras do tipo batem para cima, a pessoa que digitava não conseguia ver os caracteres à medida que eram digitados.

### Modelo com sistema index

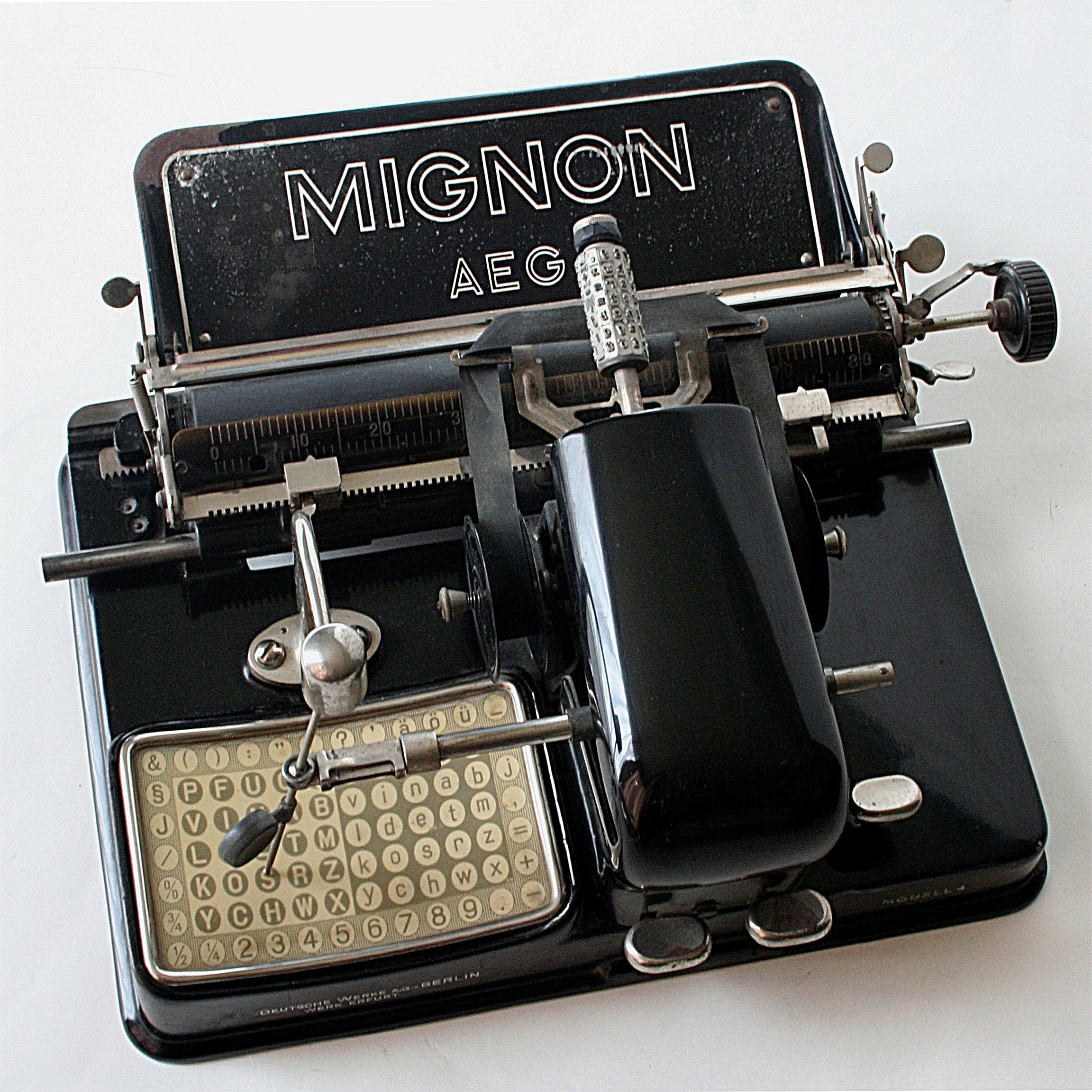
Uma máquina de escrever Mignon modelo 4 de 1924

Chegando ao mercado no início da década de 1880, a máquina de escrever com um sistema index usava um ponteiro ou caneta para escolher dentre as letras previamente disponíveis em uma espécie de index.
A máquina de escrever que adotava um sistema index foi popular por um curto período em alguns nichos específicos de mercado. Embora fossem mais lentas do que as máquinas de teclado, eram mecanicamente mais simples e leves, portanto, eram comercializados como adequados para viajantes. Também eram vendidas a preços mais em conta do que as com teclado, o que as conferia vantagem para usuários que produziam pequenas quantidades de correspondência digitada. Contudo, essas vantagens logo deixaram de existir pois, por um lado, as novas máquinas de escrever com teclado tornaram-se mais leves e portáteis e, por outro lado, máquinas usadas recondicionadas entraram no mercado. A última máquina ocidental com um sistema índice comercializada amplamente foi a Mignon, produzida pela AEG. Considerada uma das melhores máquinas de escrever desse tipo, parte de sua popularidade vinha de seus índices e tipos intercambiáveis, permitindo o uso de diferentes fontes e conjuntos de caracteres, algo que muito poucas máquinas de teclado permitiam e apenas a um custo adicional considerável. Ela parou de ser produzida em 1934.

### Modelos elétricos

#### Primeiros modelos
Algumas máquinas de escrever elétricas foram patenteadas no século XIX, mas a primeira máquina conhecida a ser produzida em série foi a Cahill de 1900. Uma máquina de escrever elétrica foi produzida pela Blickensderfer Manufacturing Company, de Stamford, Connecticut, em 1902. Como as máquinas de escrever manuais Blickensderfer, ela usava uma roda cilíndrica em vez de barras de tipo individuais. A máquina foi produzida em vários modelos, mas aparentemente não foi um sucesso comercial, por razões que não são claras. O próximo passo no desenvolvimento da máquina de escrever elétrica veio em 1910, quando Charles e Howard Krum registraram a patente do primeiro teletipo de escrita prático. A máquina dos Krums, chamada Morkrum Printing Telegraph, também usava uma roda em vez de barras de tipo individuais. Esta máquina foi usada para o primeiro sistema comercial de teletipo de escrita nas linhas da Postal Telegraph Company entre Boston e a cidade de Nova York em 1910.

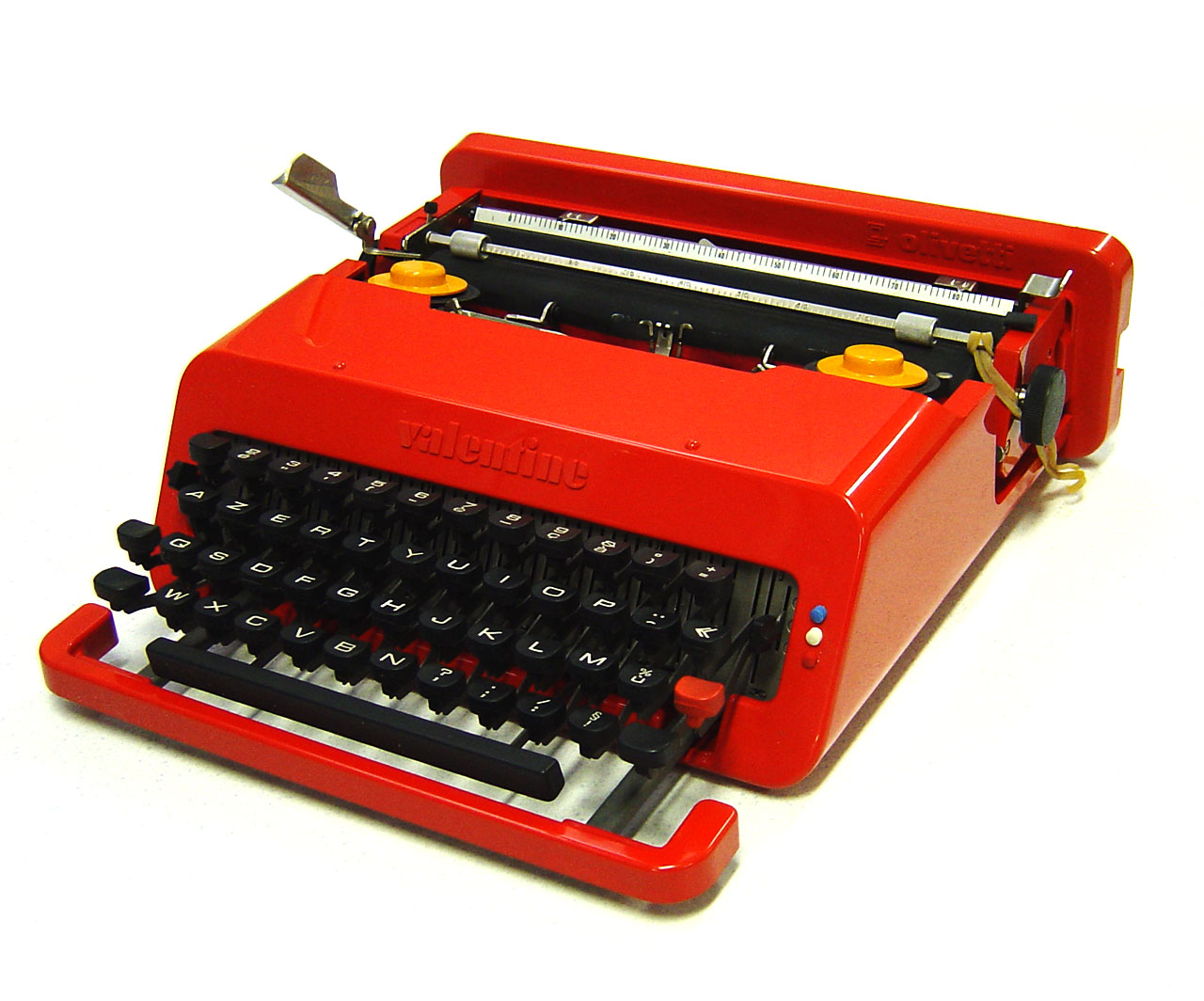
Olivetti Valentine S (1969)

Em 1928, a Delco, uma divisão da General Motors, comprou a Northeast Electric, e o negócio de máquinas de escrever foi desmembrado como Electromatic Typewriters, Inc. Em 1933, a Electromatic foi adquirida pela IBM, que então gastou US$ 1 milhão em um redesenho da Electromatic Typewriter, lançando o IBM Electric Typewriter Model 01 em 1935. Em 1931, uma máquina de escrever elétrica foi lançada pela Varityper Corporation. Era chamado de Varityper, porque uma roda estreita em forma de cilindro podia ser substituída para alterar a fonte. Em 1941, a IBM anunciou a máquina de escrever elétrica Electromatic Model 04, apresentando o revolucionário conceito de espaçamento proporcional. Ao atribuir espaçamento variado, em vez de uniforme, a caracteres de tamanhos diferentes, o Type 4 recriou a aparência de uma página escrita, um efeito que foi ainda mais aprimorado ao incluir fitas de filme de carbono, em 1937, que produziam palavras mais claras e nítidas na página.
A IBM Correcting Selectrics apresentou a novidade do recurso de correção, onde a colocação de uma fita adesiva na frente da fita de filme de carbono poderia remover a imagem em pó preto de um caractere digitado, eliminando a necessidade de pequenos frascos de fluido corretivo  branco e de borrachas duras, que poderiam rasgar o papel. Essas máquinas também introduziram "pitch" selecionável para que a máquina de escrever pudesse ser alternada entre o tipo paica (10 caracteres por polegada) e o tipo elite (12 por polegada), mesmo dentro de um mesmo documento. Não obstante essas mudanças, todas as Selectrics eram monoespaçadas, ou seja, cada caractere e espaço de letras tinha a mesma largura na página, o que valia tanto para um "W" maiúsculo ou para um ponto final.

#### Últimos modelos
Alguns dos avanços da IBM foram posteriormente adotados em máquinas mais baratas produzidas por suas concorrentes. Por exemplo, as máquinas de escrever elétricas Smith-Corona, lançadas em 1973, adotaram cartuchos de fita intercambiáveis Coronamatic patenteados.

### Modelos eletrônicos

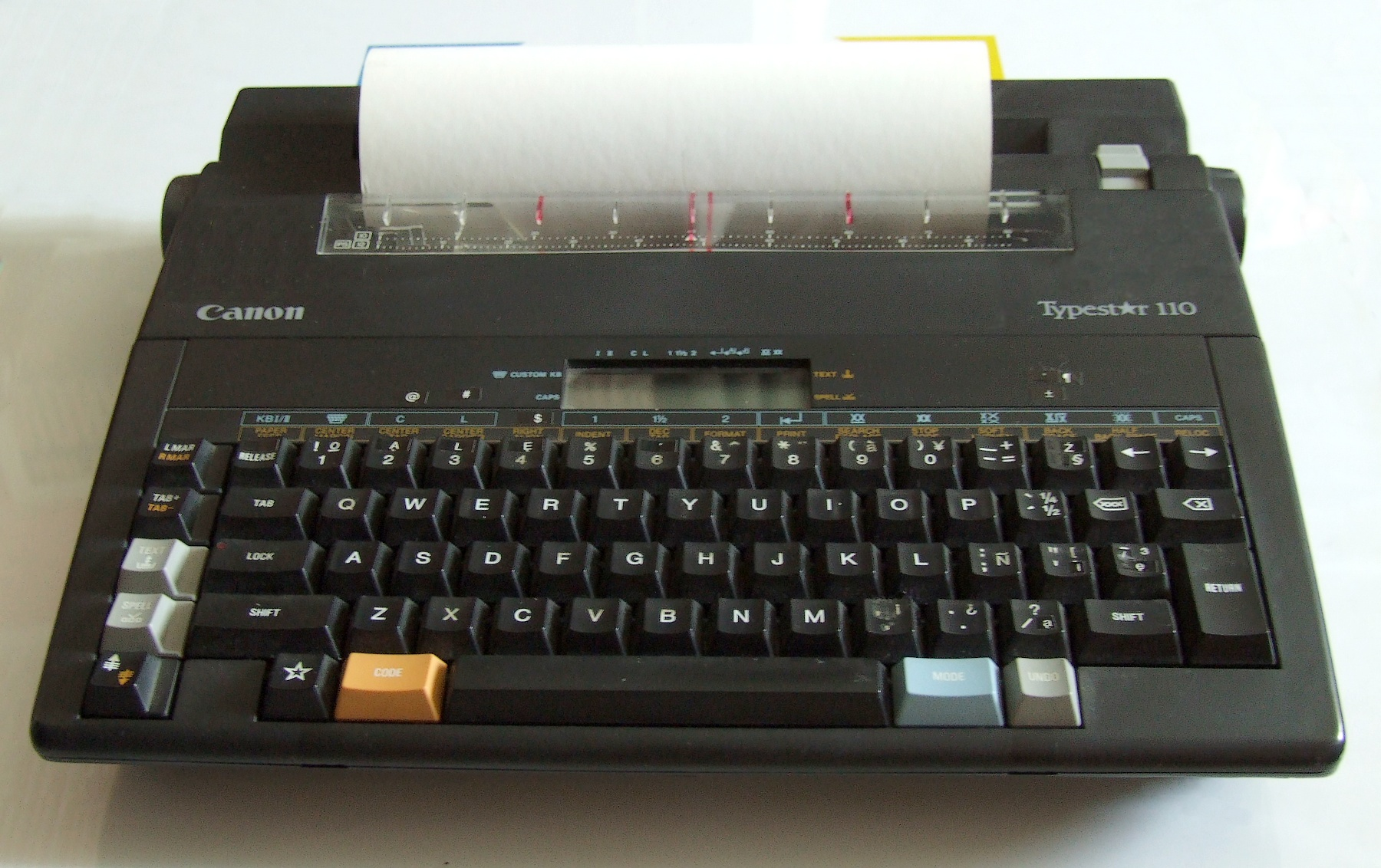
Máquina de escrever eletrônica de 1989

A última principal mudança na máquina de escrever foi tornar-se eletrônica. A maioria delas substituiu o typeball por uma impressora de impacto de tipo margarida de plástico ou de metal, um disco com as letras moldadas na borda externa das "pétalas". O conceito de impressora margarida surgiu pela primeira vez em impressoras desenvolvidas pela Diablo Systems na década de 1970. A primeira máquina de escrever eletrônica margarida comercializada no mundo é a Olivetti Tes 501, lançada em 1976. Em 1978, vieram a Olivetti ET101 (com display de funções) e a Olivetti TES 401 (com display de texto e disquete para armazenamento de memória). Isso permitiu à Olivetti manter o recorde mundial no design de máquinas de escrever eletrônicas, propondo modelos cada vez mais avançados e performáticos nos anos seguintes.
Ao contrário da IBM Selectrics e dos modelos anteriores, essas máquinas de escrever eram realmente eletrônicas e contavam com circuitos integrados e componentes eletromecânicos. Algumas vezes elas também eram chamadas de máquinas de escrever de exibição, processadores de texto dedicados ou máquinas de escrever de processamento de texto, embora o último termo também fosse frequentemente aplicado a máquinas menos sofisticadas que apresentavam apenas um visor minúsculo, às vezes apenas uma linha. Modelos sofisticados também eram chamados de processadores de texto, embora hoje esse termo quase sempre denote um tipo de programa de software. Os fabricantes dessas máquinas incluíam a Olivetti, sendo a TES501 o primeiro processador de texto Olivetti totalmente eletrônico com impressora margarida e disquete, a Brother, com a Brother WP1 e WP500 etc., a Canon, Canon Cat, e a Smith-Corona, linha PWP, ou seja, Personal Word Processor.

### Declínio

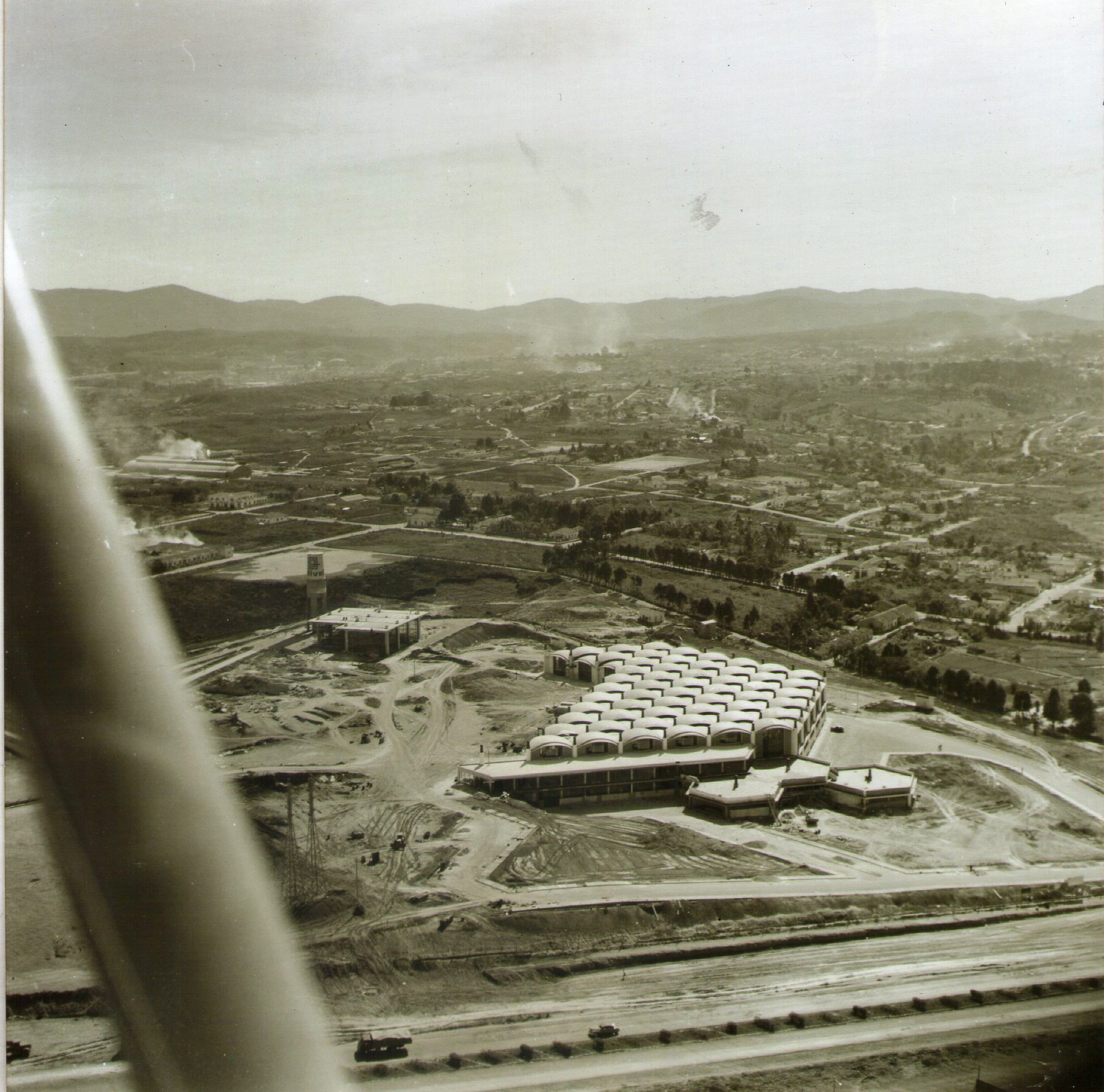
Fábrica da Olivetti em Guarulhos em construção, 1956

A difusão dos computadores pessoais e da editoração eletrônica, a introdução de tecnologias de impressora a jato de tinta e laser de baixo custo e de alta qualidade, assim como o uso generalizado de publicação na web, e-mail e outras técnicas de comunicação eletrônica contribuíram de forma decisiva para as máquinas de escrever entrarem em desuso. Ainda assim, em 2009, as máquinas de escrever continuaram a ser usadas por várias agências governamentais e outras instituições nos Estados Unidos, principalmente para preencher formulários pré-impressos. Seu uso também era visto em maternidades e funerárias.
Existe um mercado bastante especializado para máquinas de escrever devido aos regulamentos de muitos sistemas correcionais nos EUA, onde os prisioneiros são proibidos de ter computadores ou equipamentos de telecomunicações, mas podem ter máquinas de escrever. A empresa Swintec, sediada em Moonachie, New Jerseyproduzia uma variedade de máquinas de escrever em suas fábricas no Japão, na Indonésia e na Malásia para uso em prisões. Elas eram feitas de plástico para prevenir que os prisioneiros escondessem itens proibidos dentro dela. Em 2011, a empresa tinha contratos com prisões em 43 estados dos EUA.
Em novembro de 2012, a fábrica da Brother no Reino Unido fabricou o que alegou ser a última máquina de escrever já feita no Reino Unido. Ela foi doada ao Museu da Ciência em Londres.
O século XXI viu um renascimento do interesse em máquinas de escrever entre pessoas adeptas a cultura makers, steampunks, hipsters entre outras.  Na América Latina e na África, as máquinas de escrever mecânicas ainda são comuns porque podem ser usadas sem energia elétrica. Na América Latina, as máquinas de escrever utilizadas são na maioria das vezes modelos brasileiros. O Brasil continua produzindo máquinas de escrever mecânicas da Facit e eletrônicas da Olivetti.

### Indústria da máquina de escrever no Brasil

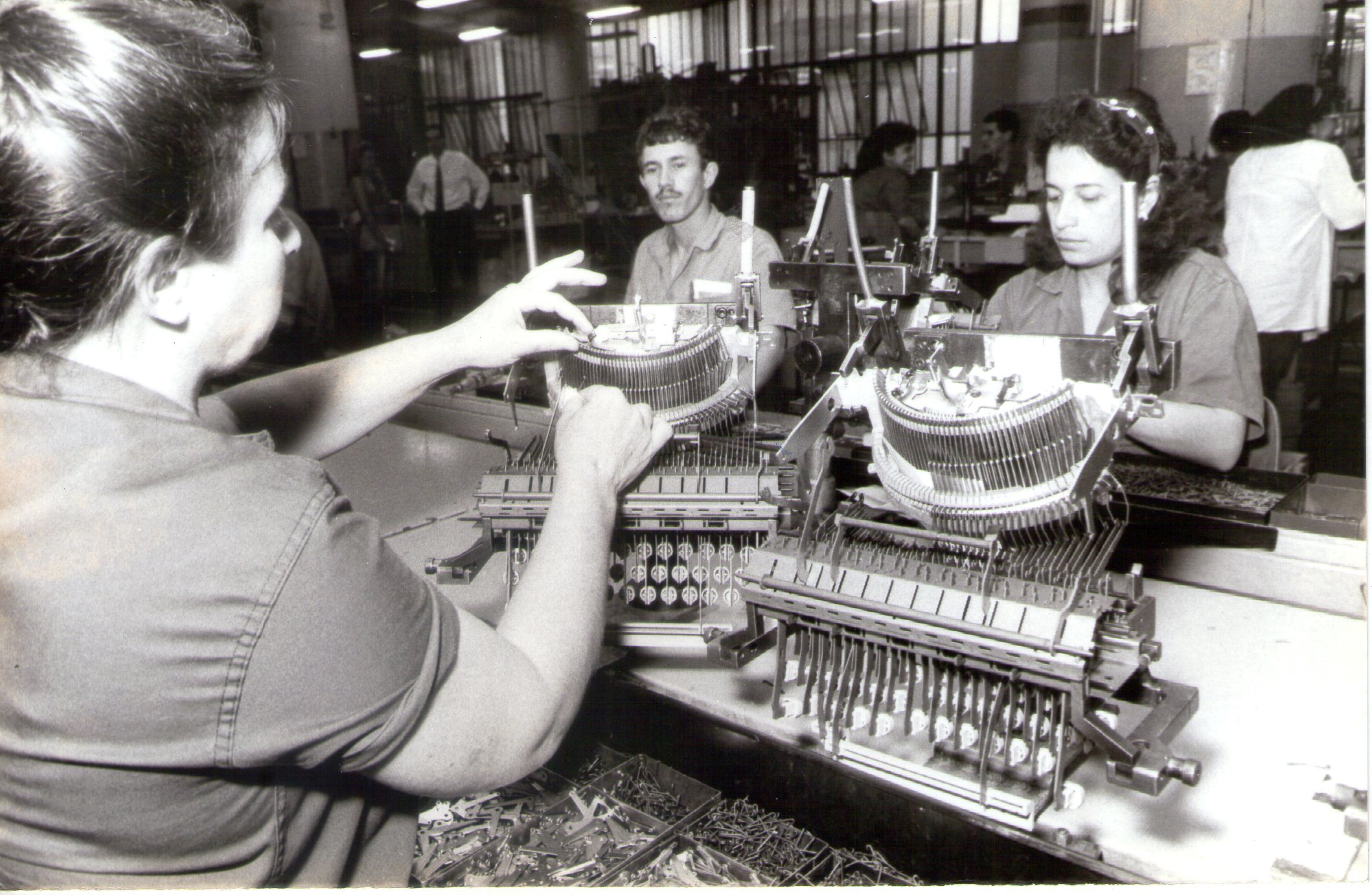
Funcionários da fábrica Olivetti em Guarulhos, em 1992

No Brasil, as máquinas de escrever foram importadas até que passassem a existir as condições de instalação das primeiras indústrias metalúrgicas, a partir da criação da Companhia Siderúrgica Nacional (CSN), em 1941.
Primeiro, a americana Remington se instalou no Rio de Janeiro, em 1948, depois, a sueca Facit chegou em Minas Gerais, em 1955, e, finalmente, a italiana Olivetti passou a produzir em São Paulo, em 1959. Outras fábricas também surgiram mais tarde, como a Precisa S/A, de origem Suíça, em São Paulo, ou a IBM, especializada em máquinas eletrônicas para os escritórios.
Essas empresas focadas em máquinas de escrever entraram em decadência a partir do início da década de 1990, com a redução da demanda, porque o mercado passou a adotar os computadores e impressoras como alternativa mais eficiente para a produção de textos. A fábrica da Olivetti em Guarulhos, por exemplo, foi desativada em 1996 e a produção de máquinas de escrever mecânicas foram alocadas nas fábricas da empresa no México, que deveria ser suficiente para atender a baixa na demanda do equipamento. A Facit S/A foi a última a continuar produzindo no Brasil, até o final da década de 1990, após ter a administração assumida pelos empregados, em um modelo de autogestão.

## Legado

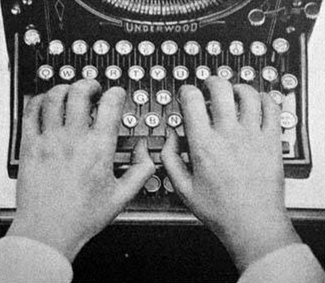
O layout "QWERTY " das teclas da máquina de escrever tornou-se um padrão.

### Layouts de teclado
As máquinas de escrever Sholes & Glidden de 1874 estabeleceram o layout "QWERTY" para as teclas das letras. Durante o período em que Sholes e seus parceiros experimentavam esta novidade, sugiram outros arranjos de teclado, mas estes são pouco documentados. A máquina de escrever Blickensderfer com seu layout DHIATENSOR pode ter sido a primeira tentativa de otimizar o layout do teclado para obter vantagens de eficiência.
O layout QWERTY não é o layout mais eficiente para o idioma inglês, pois requer que um digitador mova seus dedos entre as linhas para digitar as letras mais comuns. Embora o teclado QWERTY fosse o layout mais comumente usado em máquinas de escrever, no século XX buscou-se outros arranjos da tecla que fossem mais satisfatórios. Vários layouts radicalmente diferentes, como Dvorak, foram propostos para reduzir as ineficiências percebidas do QWERTY, mas nenhum deles substitui o QWERTY.

### Convenções tipográficas
Uma série de convenções tipográficas originaram-se do uso generalizado da máquina de escrever e surgiram com base em suas características e limitações. Por exemplo, a máquina de escrever com teclado QWERTY não incluía teclas para o meias-risca e o travessão. Para superar essa limitação, os usuários normalmente digitavam o hífen  mais de uma vez para aproximar esses símbolos. Essa convenção de máquina de escrever ainda é usada algumas vezes em computadores, embora os aplicativos modernos de processamento de texto possam inserir as meias-riscas e os travessões corretos para cada tipo de fonte.
Outros exemplos de práticas de máquina de escrever que às vezes ainda são usadas em sistemas de editoração eletrônica incluem a inserção de um espaço duplo entre as frases, assim como o uso do apóstrofo da máquina de escrever (') e as aspas retas (") como marcas de citação e plica ou aspas. A prática de sublinhar o texto no lugar de inserir o itálico e o uso de todas as maiúsculas para dar ênfase também são exemplos de convenções tipográficas derivadas das limitações do teclado da máquina de escrever que permanecem.

## Impacto social

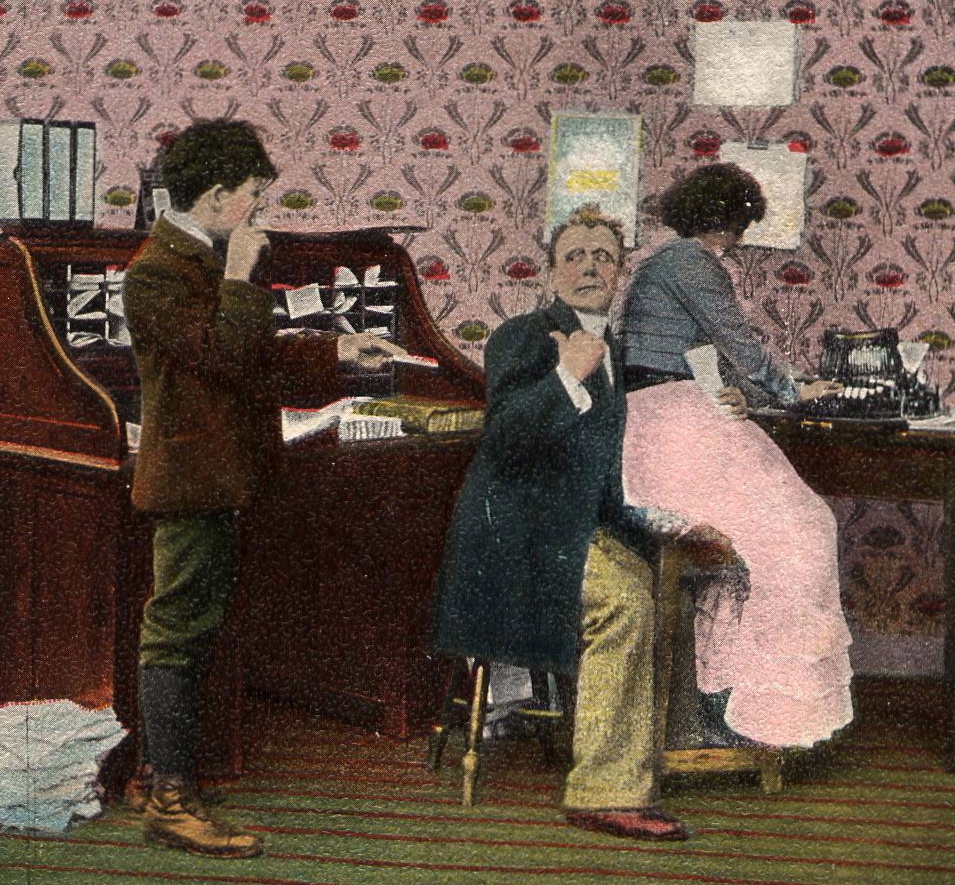
Cartão-postal do início do século XX mostra cena de escritório.

Quando a Remington começou a comercializar máquinas de escrever, a empresa presumiu que a máquina não seria usada para compor textos, mas para transcrever ditados, e que a pessoa que digitaria seria uma mulher. Nesse sentido, a máquina de escrever Sholes e Glidden de 1800 trazia uma ornamentação floral na caixa.
Durante a Primeira e a Segunda Guerra Mundial, um número crescente de mulheres entraram no mercado de trabalho. Nos Estados Unidos, as mulheres muitas vezes começaram como trabalhadoras profissionais no emprego de datilógrafas. Nesse contexto, tornou-se um clichê da vida de escritório a representação de um homem de negócios lascivo que fazia investidas sexuais a uma datilógrafa, aparecendo em vaudevilles e filmes. Contudo, essa profissão foi considerada uma apropriada para a mulher que se apresenta como casta e de boa conduta. De acordo com o censo norte-americano de 1900, 94,9% dos estenógrafos e datilógrafos eram mulheres solteiras.
A Tijuana Bible - gibis adultos produzidos no México para o mercado norte-americano - costumava apresentar datilógrafas. Em um de seus quadrinhos, é apresentado um empresário em um terno de três peças, cobiçando a coxa de sua secretária e dizendo: "Srta. Higby, você está pronta para - ahem! - er - ditado?".

## Exame forense
Documentos datilografados podem ser examinados por peritos forenses. Essa análise é feita principalmente para determinar a marca e/ou modelo da máquina de escrever usada para produzir um documento, e se uma determinada máquina de escrever suspeita pode ou não ter sido usada para produzir um documento.
A determinação de uma marca e/ou modelo de máquina de escrever é um problema de 'classificação' e vários sistemas foram desenvolvidos para esse fim. Estes incluem o Atlas Typewriter Haas (versão Pica e não Pica), o sistema TYPE desenvolvido por Philip Bouffard, o sistema de classificação Termatrex Typewriter da Real Polícia Montada do Canadá, o sistema de classificação de máquinas de escrever da Interpol, entre outros.
A referência mais antiga na literatura à identificação de uma máquina de escrever a partir do documento escrito nela foi feita por Sir Arthur Conan Doyle, no conto de Sherlock Holmes Um caso de identidade, em 1891. Em obras de não-ficção, William E. Hagan foi o primeiro a descrever um exame forense de documentos  para identificação de uma máquina de escrever em 1894. Outras discussões iniciais sobre o tópico foram fornecidas por AS Osborn em seu tratado de 1908, Typewriting as Evidence, e novamente em seu livro de 1929, Questioned Documents. Uma descrição moderna do procedimento do exame é apresentada na Norma ASTM E2494-08 (Guia padrão para exame de itens datilografados).
O exame da máquina de escrever foi utilizado nos casos Leopold e Loeb e Alger Hiss. No Bloco de Leste, as máquinas de escrever, assim como as impressoras, copiadoras e impressoras de computador, eram uma tecnologia controlada. A polícia secreta era encarregada de manter as informações sobre as máquinas de escrever e seus proprietários. Na União Soviética, o Primeiro Departamento de cada organização enviava dados sobre as máquinas de escrever para a KGB. Essa prática representava um risco significativo para dissidentes e autores de samizdat. Na Romênia, de acordo com o Decreto do Conselho de Estado nº 98, de 28 de março de 1983, a posse de uma máquina de escrever, tanto por empresas como por particulares, estava sujeita à aprovação das autoridades policiais locais. As pessoas condenadas por qualquer crime ou aquelas que, devido ao seu comportamento foram consideradas "um perigo para a ordem pública ou para a segurança do Estado" não podiam ter máquina de escrever. Além disso, uma vez por ano, os proprietários de máquinas de escrever tinham que levá-las à delegacia de polícia local, onde seriam solicitados a digitar uma amostra de todos os caracteres da máquina. Também era proibido tomar emprestado, emprestar ou consertar máquinas de escrever fora dos locais autorizados pela polícia.